# Sân bay quốc tế Formosa
Sân bay quốc tế Formosa (IATA: FMA, ICAO: SARF), cũng gọi là Sân bay El Pucú là một sân bay quốc tế ở Formosa, Argentina. Đây là nơi hoạt động của hãng Aerolíneas Argentinas. Năm 2007, có 1.547 lượt chuyến với 45.653 lượt khách thông qua sân bay này.
Sân bay nằm 5 km về phía bắc thành phố Formosa.

## Các hãng hàng không và các tuyến điểm
- Aerolíneas Argentinas
  - Buenos Aires / (Aeroparque Jorge Newbery)
  - Corrientes / (Sân bay quốc tế tiến sĩ Fernando Piragine Niveyro)